# Eggenwil
Eggenwil is een gemeente en plaats in het Zwitserse kanton Aargau en maakt deel uit van het district Bremgarten.
Eggenwil telt 912 inwoners.